# Charlie Chaplin
Sir Charles Spencer "Charlie" Chaplin, Jr. KBE (Londres, 16 de abril de 1889 – Corsier-sur-Vevey, 25 de dezembro de 1977)  foi um ator, comediante, compositor, roteirista, cineasta, editor e músico britânico. Chaplin é considerado o principal ator da era do cinema mudo, notabilizado pelo uso de mímica e da comédia pastelão. É conhecido pelos seus filmes O Imigrante, O Garoto, Em Busca do Ouro (este considerado por ele seu melhor filme), O Circo, Luzes da Cidade, Tempos Modernos, O Grande Ditador, Luzes da Ribalta, Um Rei em Nova Iorque e A Condessa de Hong Kong.
Influenciado pelo trabalho dos antecessores Max Linder, Georges Méliès, D. W. Griffith, Louis e Auguste Lumière, e compartilhando o trabalho com Douglas Fairbanks e Mary Pickford, foi inspirado pela mímica, pantomima e pelo gênero pastelão. Influenciou um grande número de comediantes e cineastas, como Federico Fellini, Os Três Patetas, Peter Sellers, Milton Berle, Marcel Marceau, Jacques Tati, Rowan Atkinson, Johnny Depp, Michael Jackson,  Sacha Baron Cohen, Harold Lloyd, Buster Keaton, Roberto Gómez Bolaños e Renato Aragão. É considerado por alguns críticos o maior artista cinematográfico de todos os tempos e um dos "pais do cinema", junto com os Irmãos Lumière, Georges Méliès e D.W. Griffith.
Charlie Chaplin atuou, dirigiu, escreveu, produziu e financiou seus próprios filmes, sendo fortemente influenciado por um antecessor, o comediante francês Max Linder, a quem dedicou um de seus filmes. Sua carreira no ramo do entretenimento durou mais de 75 anos, desde suas primeiras atuações quando ainda era criança nos teatros do Reino Unido, durante a Era Vitoriana, até próximo de sua morte, aos 88 anos de idade. Sua vida pública e privada abrangia adulação e controvérsia. Juntamente com Mary Pickford, Douglas Fairbanks e D. W. Griffith, Chaplin fundou a United Artists, em 1919.
Seu principal e mais famoso personagem foi The Tramp, conhecido como Charlot na Europa e igualmente conhecido como Carlitos ou "O Vagabundo" no Brasil. Consiste em um andarilho pobretão que possui todas as maneiras refinadas e a dignidade de um cavalheiro (gentleman), usando um fraque preto esgarçado, calças e sapatos desgastados e mais largos que o seu número, um chapéu-coco ou cartola, uma bengala de bambu e — sua marca pessoal — um pequeno bigode.
Foi também um talentoso jogador de xadrez e chegou a enfrentar o campeão estadunidense Samuel Reshevsky.

Em 2008, em uma resenha do livro Chaplin: A Life, Martin Sieff escreve: 
"Chaplin não foi apenas 'grande', ele foi gigantesco. Em 1915, ele estourou um mundo dilacerado pela guerra trazendo o dom da comédia, risos e alívio enquanto ele próprio estava se dividindo ao meio pela Primeira Guerra Mundial. Durante os próximos 55 anos, através da Grande Depressão e da ascensão de Hitler, ele permaneceu no emprego. Ele foi maior do que qualquer um. É duvidoso que algum outro indivíduo tenha dado mais entretenimento, prazer e alívio para tantos seres humanos quando eles mais precisavam".
Por sua inigualável contribuição ao desenvolvimento da sétima arte, Chaplin é o mais homenageado cineasta de todos os tempos, sendo ainda em vida condecorado pelos governos britânico (Cavaleiro do Império Britânico) e francês (Légion d 'Honneur), pela Universidade de Oxford (Doutor Honoris Causa) e pela Academia de Artes e Ciências Cinematográficas dos Estados Unidos (Oscar especial pelo conjunto da obra, em 1972).

## Biografia

### Primeiros anos

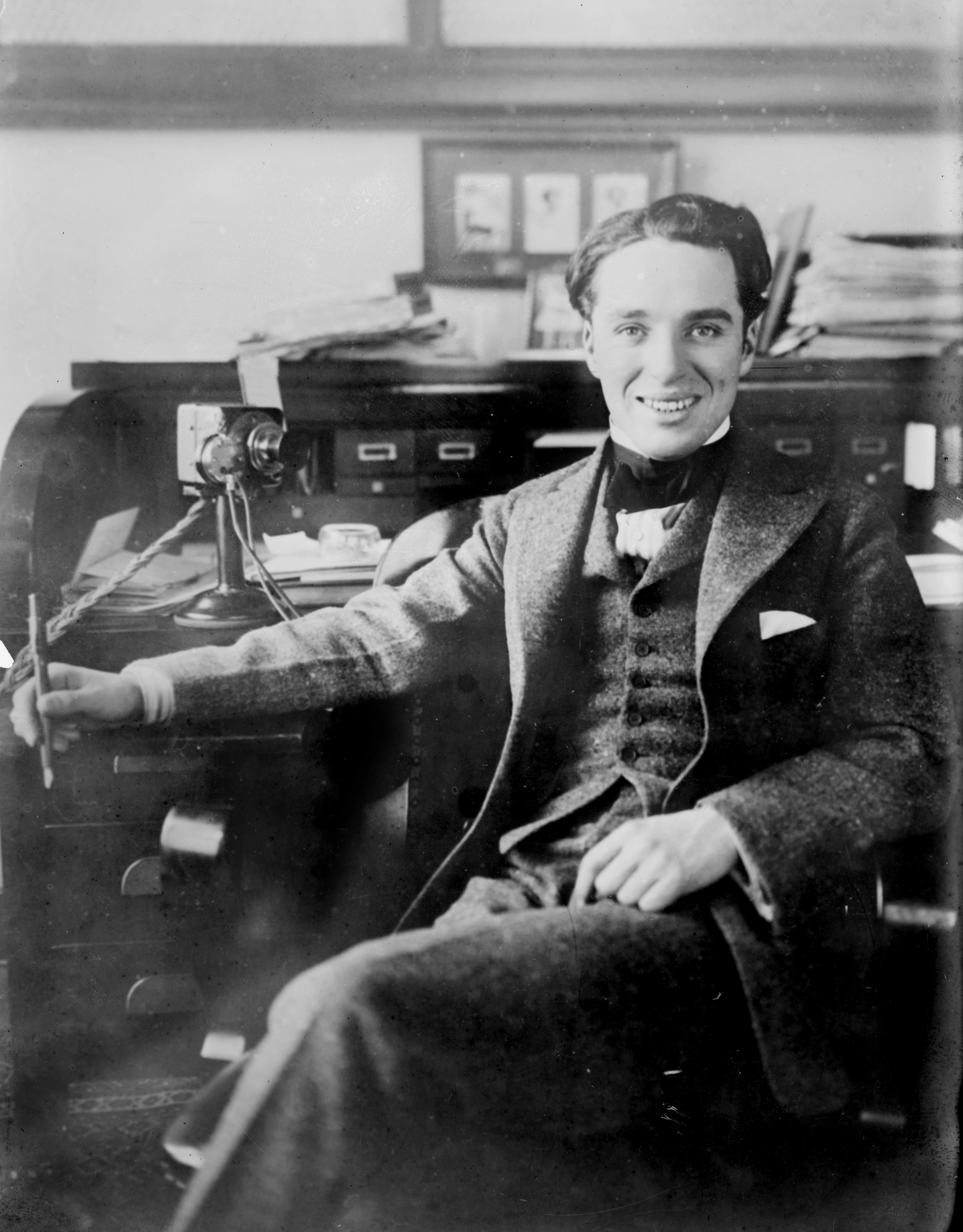
Chaplin na década de 1910

Chaplin nasceu no dia 16 de abril de 1889. Embora não haja um registro oficial de seu nascimento, Chaplin acreditava que havia nascido no subúrbio de Walworth, em Londres, Inglaterra. Filho de artistas de music hall, sua mãe, Hannah Harriet Hill, era filha de um sapateiro, tendo uma carreira breve e malsucedida sob o nome artístico de Lily Harley; seu pai, Charles Spencer Chaplin Sr., era filho de um açougueiro, sendo um cantor popular da época. Embora nunca tenham se divorciado, os pais de Chaplin se separaram por volta de 1891. No ano seguinte, Hannah deu à luz um terceiro filho, George Wheeler Dryden, gerado pelo artista do music hall Leo Dryden. A criança foi levada por Dryden aos seis meses de idade e não voltou a entrar na vida de Chaplin por trinta anos. Após a separação, Chaplin foi deixado aos cuidados de sua mãe, que estava cada vez mais instável emocionalmente. O censo de 1891 mostra que sua mãe morava com Charlie e seu meio-irmão mais velho, Sydney John Hill (1885–1965), na Barlow Street, em Walworth.
Na sua infância, Chaplin morou com sua mãe, e algumas vezes também com seu meio-irmão Sydney, em diversos endereços nos arredores da Kennington Road, no distrito de Lambeth, em Londres. Neste período, sua principal moradia foi na 3 Pownall Terrace.
Um problema de laringe acabou com a carreira de cantora da mãe de Chaplin. Devido a uma de suas internações como consequência de seus problemas mentais, sofria depressão nervosa, e um quadro de desnutrição, seus filhos foram ingressados durante várias semanas no asilo de Lambeth, no sul de Londres, e logo na Escola Hanwell para órfãos e meninos pobres, de junho de 1896 a janeiro de 1898.

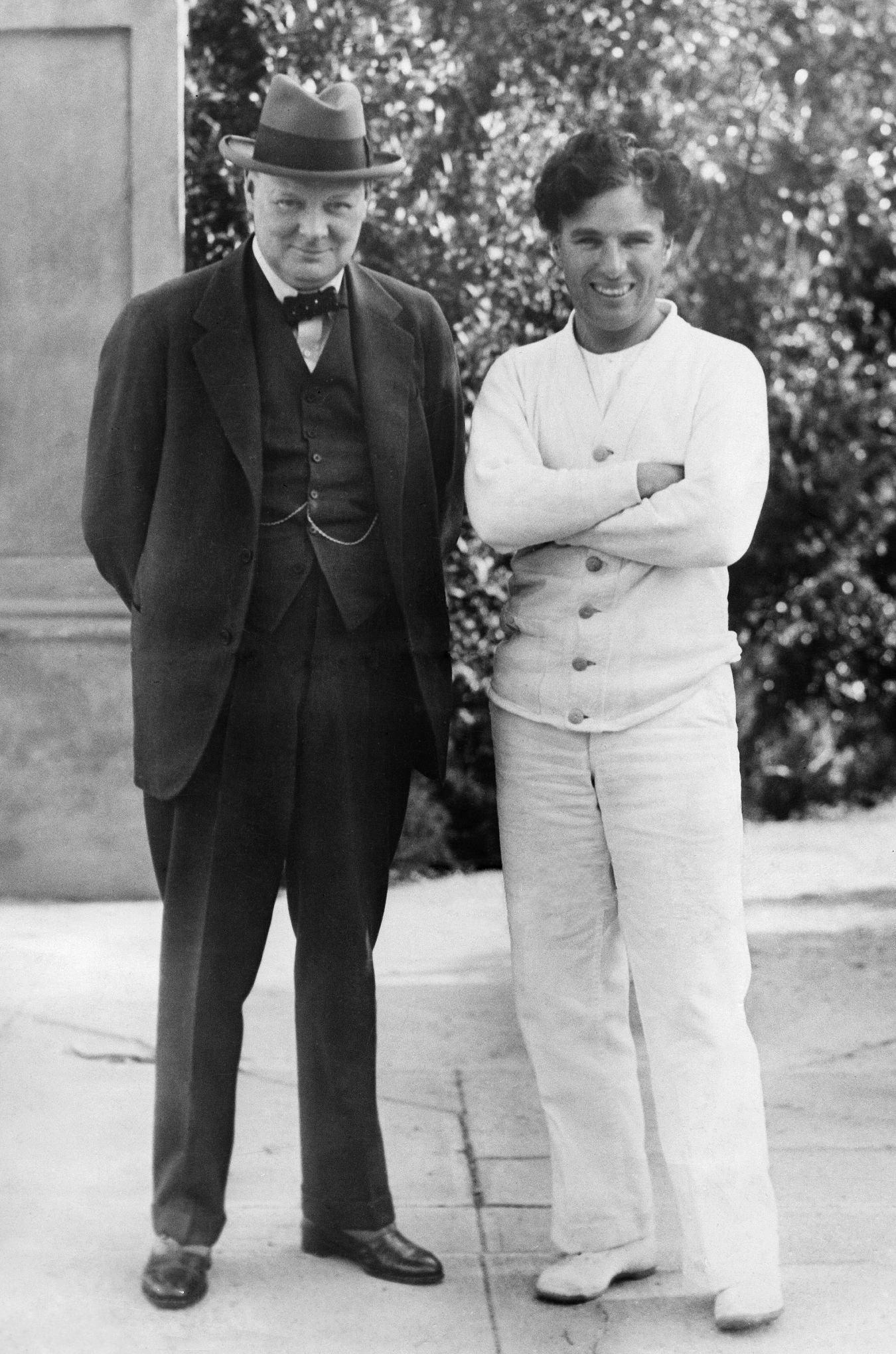
Charles Chaplin (direita) com Winston Churchill em 1929

O pai de Charles Chaplin era alcoólatra e tinha pouco contato com seu filho. Quando a mãe de Chaplin foi internada no asilo Cane Hill, em agosto 1898, devido aos seus sérios problemas mentais, Chaplin e Sydney foram morar com o pai e sua amante, Louise, na 289 Kennington Road. Esta convivência com o pai foi conturbada e durou menos de 2 meses, chegando mesmo a haver uma visita da "Sociedade para a Prevenção de Crueldade contra Crianças". Quando Hannah Chaplin teve uma melhora de sua enfermidade, as crianças voltaram a viver com ela, na Methley Street, 39.
Seu pai morreu de cirrose no fígado quando Chaplin tinha doze anos, em 1901, e foi enterrado numa cova comum sem nome. De acordo com o censo de 1901, Chaplin residia na 94 Ferndale Road, Lambeth, com a trupe "Os Oito Rapazes de Lancashire".

### Estados Unidos

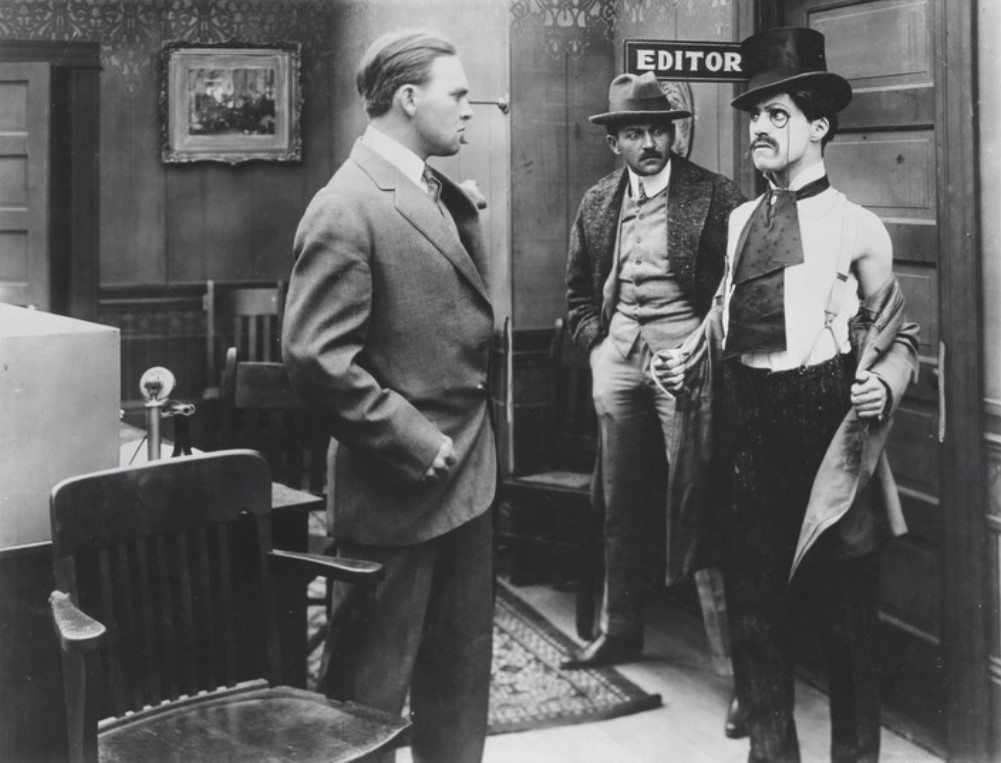
Making a Living (1914), o primeiro filme de Chaplin

A primeira turnê de Chaplin aos Estados Unidos com o trupe de Fred Karno ocorreu de 1910 a 1912. Após cinco meses de volta na Inglaterra, ele retornou aos Estados Unidos em uma segunda turnê com o trupe de Karno, em 2 de outubro de 1912. Na Companhia de Karno estava Arthur Stanley Jefferson, que posteriormente ficaria conhecido como Stan Laurel. Chaplin e Laurel dividiam um quarto em uma pensão. Stan Laurel retornou à Inglaterra, mas Chaplin manteve-se nos Estados Unidos. No final de 1913, a atuação de Chaplin foi eventualmente vista por Mack Sennett, Mabel Normand, Minta Durfee e Fatty Arbuckle. Sennett o contratou para seu estúdio, a Keystone Film Company, pois precisavam de um substituto para Ford Sterling. Inicialmente, Chaplin teve grande dificuldade em se adaptar ao estilo de atuação cinematográfica da Keystone. Após a estreia de Chaplin no cinema, no filme Making a Living, Sennett sentiu que cometera um grande erro. Muitos alegam que foi Normand quem o convenceu a dar a Chaplin uma segunda chance.

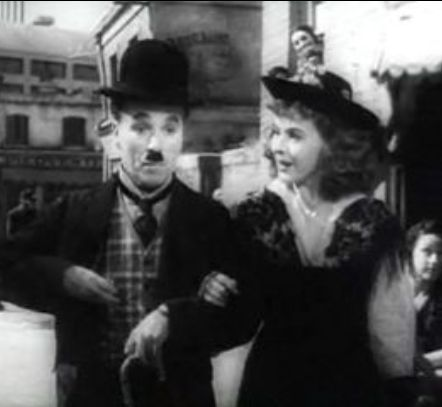
Charlie Chaplin e Paulette Goddard

Chaplin começou a trabalhar junto com Normand, que dirigiu e escreveu vários de seus primeiros filmes. Chaplin não gostou de ser dirigido por uma mulher, e os dois discutiam frequentemente. Ele acreditava que Sennett pretendia demiti-lo caso houvesse um desentendimento com Normand. No entanto, os filmes de Chaplin fizeram tanto sucesso que ele se tornou uma das maiores estrelas da Keystone.

### Artista pioneiro de cinema

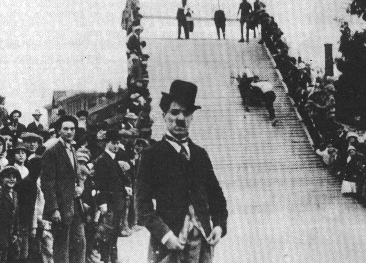
Kid Auto Races at Venice (1914), o segundo filme de Chaplin e a primeira aparição d'O Vagabundo

Foi no estúdio Keystone onde Chaplin desenvolveu seu principal e mais conhecido personagem: O Vagabundo (conhecido como Charlot na França e no mundo francófono, na Itália, Espanha, Portugal, Grécia, Romênia e Turquia, Carlitos no Brasil e na Argentina, e Der Vagabund na Alemanha). O Vagabundo é um andarilho pobretão que possui todas as maneiras refinadas e a dignidade de um cavalheiro; aparece sempre vestindo um paletó apertado, calças e sapatos desgastados e mais largos que o seu número, e um chapéu-coco; carrega uma bengala de bambu; e possui um pequeno bigode-de-broxa. O público viu o personagem pela primeira vez no segundo filme de Chaplin, Kid Auto Races at Venice, lançado em 7 de fevereiro de 1914. No entanto, ele já havia criado o visual do personagem para o filme Mabel's Strange Predicament, produzido alguns dias antes, porém lançado mais tarde, em 9 de fevereiro de 1914.

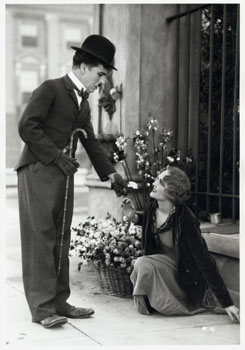
Charles Chaplin e Virginia Cherrill em Luzes da Cidade (1931)

Os primeiros filmes de Chaplin no estúdio Keystone usavam a fórmula padrão de Mack Sennett, que consistia em extrema comédia pastelão e gestos exagerados. A pantomima de Chaplin foi mais sutil, sendo mais adequada para comédias românticas e farsas domésticas. As piadas visuais, no entanto, seguiam exatamente o padrão de comédia da Keystone; Em seus filmes, O Vagabundo atacava agressivamente seus inimigos com chutes e tijolos. O público da época amou este novo comediante, apesar dos críticos alertarem que as travessuras do personagem beiravam a vulgaridade. Logo depois, Chaplin se ofereceu para dirigir e editar seus próprios filmes. Durante seu primeiro ano no ramo do cinema, ele fez 34 curtas-metragens para Sennett, assim como o longa-metragem Tillie's Punctured Romance.

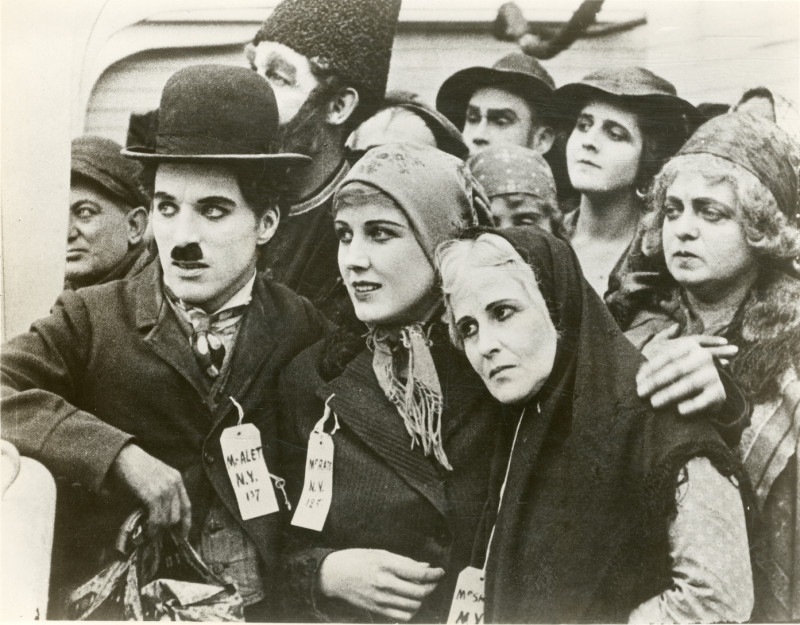
Charles Chaplin junto com Edna Purviance em The Immigrant (1917)

Em 1915, Chaplin assinou um contrato muito mais favorável com a Essanay Studios, e desenvolveu suas habilidades cinematográficas, adicionando novos níveis de sentimentalismo e pathos em seus filmes. A maioria dos filmes produzidos na Essanay foram mais ambiciosos, com uma duração duas vezes maior do que os curtas da Keystone. Chaplin também desenvolveu o seu próprio elenco estático, no qual estava incluído a heroína Edna Purviance e os vilões cômicos Leo White e Bud Jamison.

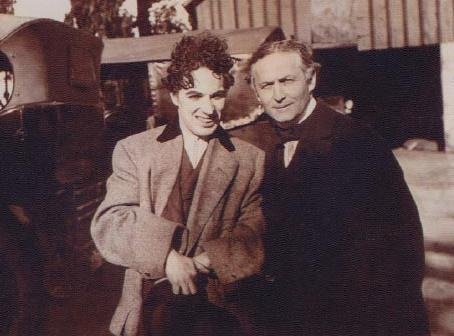
Charles Chaplin com Harry Houdini em 1919

Visto que grupos de imigrantes chegavam constantemente na América, os filmes mudos foram capazes de atravessar todas as barreiras de linguagem, sendo compreendidos por todos os níveis da Torre de Babel americana, simplesmente devido ao fato de serem mudos. Nesse contexto, Chaplin foi emergindo e tornando-se o exponente máximo do cinema mudo.
Em 1916, a Mutual Film Corporation pagou a Chaplin 670 mil dólares para produzir uma dúzia de comédias com duração de duas bobinas. Foi dado a ele controle artístico quase total, produzindo doze filmes durante um período de dezoito meses, notando que estes estão entre os filmes de comédia mais influentes da história do cinema. Praticamente todos os filmes de Chaplin produzidos na Mutual são clássicos: Easy Street, One A.M., The Pawnshop e The Adventurer são provavelmente os mais conhecidos. Edna Purviance continuou sendo a protagonista, e Chaplin adicionou Eric Campbell, Henry Bergman e Albert Austin ao seu elenco estático; Campbell, um veterano nas óperas de Gilbert e Sullivan, interpretou vilões soberbos, e os atores coadjuvantes Bergman e Austin permaneceram no elenco de Chaplin durante décadas. Chaplin considera o período em que esteve na Mutual como o mais feliz de sua carreira. Após a entrada dos Estados Unidos na Primeira Guerra Mundial, Chaplin tornou-se um garoto-propaganda para a venda de "bônus da liberdade" junto com Mary Pickford e seu grande amigo Douglas Fairbanks.
Durante a Primeira Guerra Mundial, Chaplin foi criticado pela imprensa britânica por não ter se alistado ao exército. Na verdade, ele se apresentou ao serviço militar, mas foi recusado por estar abaixo da altura e peso exigidos para alistamento. Chaplin levantou fundos substanciais durante a época de venda de bônus de guerra, não só discursando publicamente em comícios, mas também ao produzir, com seu próprio orçamento, The Bond, um filme-propaganda de comédia usado em 1918. A persistente controvérsia provavelmente impediu Chaplin de receber o título de cavaleiro em 1930.

### Controle criativo

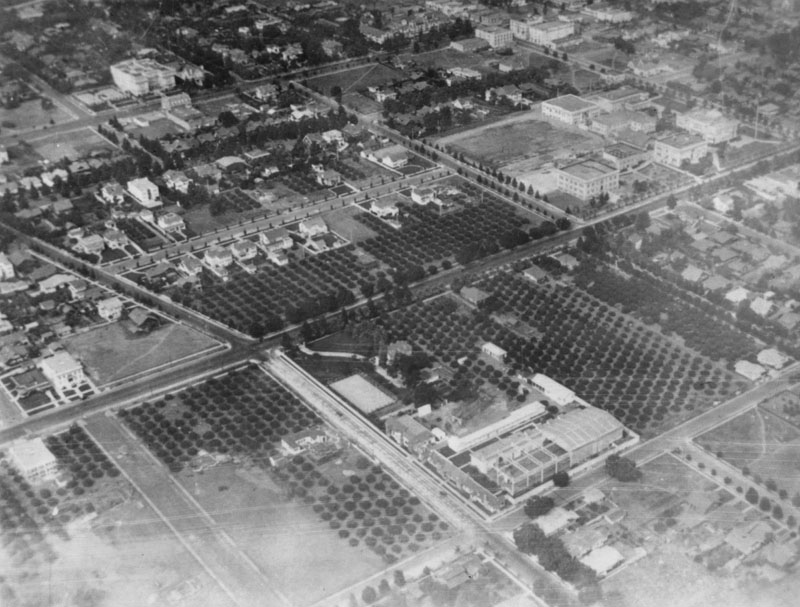
Charlie Chaplin Studios, 1922

Com o fim do contrato com a Mutual em 1917, Chaplin assinou um contrato com a First National para produzir oito filmes com duração de duas bobinas. Além de ter financiado e distribuído estes filmes, a First National deu-lhe total controle criativo sobre a produção, para que ele pudesse trabalhar em um ritmo mais relaxado e se concentrar na qualidade. Chaplin construiu seu próprio estúdio em Hollywood, o qual simbolizava a sua independência. Embora a First National esperasse receber comédias de curta-metragem, Chaplin foi mais ambicioso e expandiu alguns de seus projetos em longas-metragens, como Shoulder Arms (1918), The Pilgrim (1923) e o clássico The Kid (1921), que levou fama a Jackie Coogan, que foi condecorado até pelo papa, sendo considerado também a primeira celebridade infantil da história, e também o primeiro filme de comédia dramática.

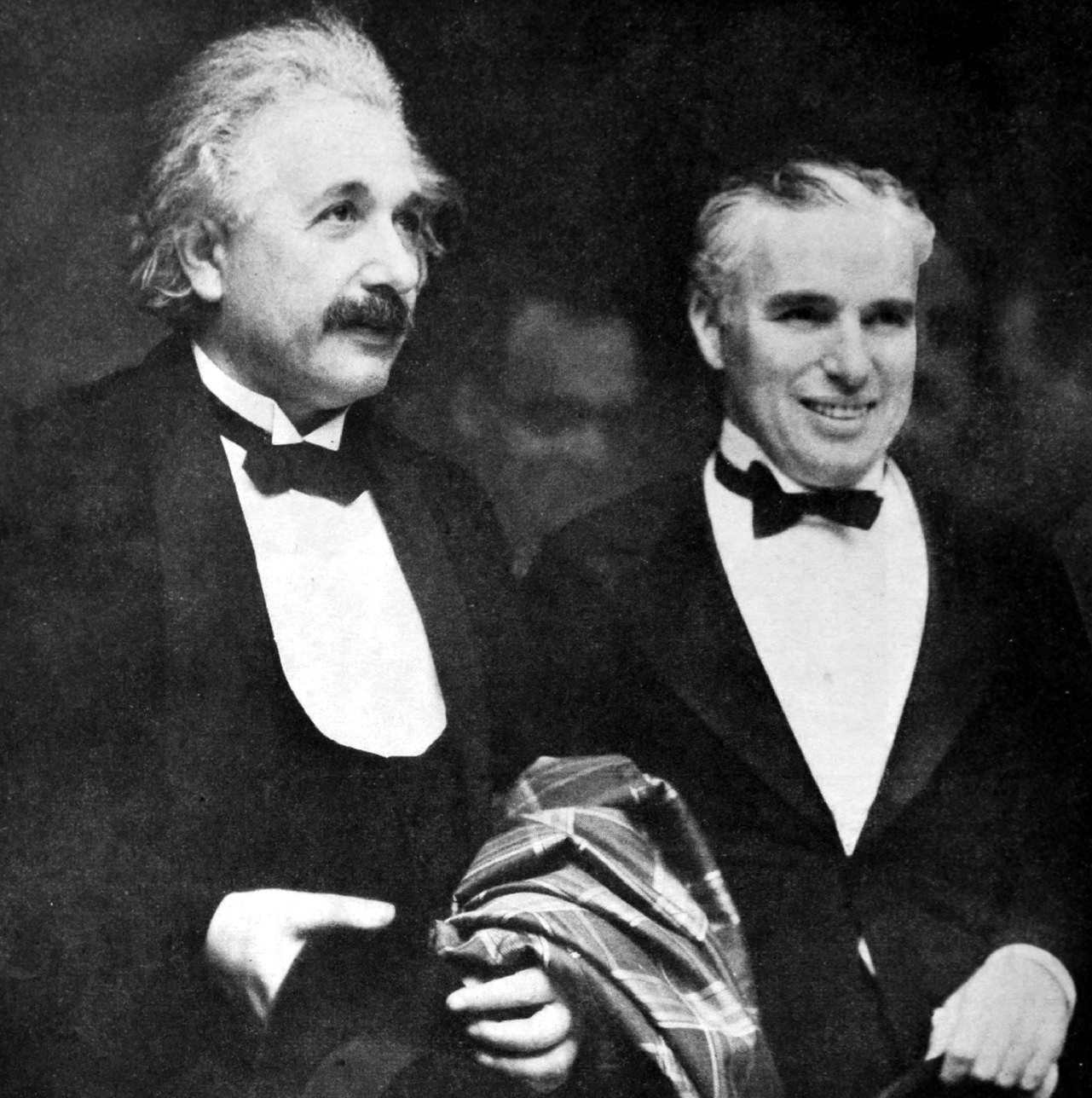
Albert Einstein e Charles Chaplin em 1931

Em 1919, Chaplin cofundou a distribuidora United Artists junto com Mary Pickford, Douglas Fairbanks e D. W. Griffith, todos tentando escapar da crescente consolidação de poder dos distribuidores e financiadores de filmes durante o desenvolvimento de Hollywood. Este movimento, junto com o controle total da produção de seus filmes no seu próprio estúdio, assegurou a independência de Chaplin como cineasta. Ele trabalhou na administração da UA até o início da década de 1950. Todos os filmes de Chaplin distribuídos pela United Artists foram de longa-metragem, começando com o drama atípico A Woman of Paris (1923), em que Chaplin fez uma pequena ponta. A Woman of Paris foi seguido pelas clássicas comédias The Gold Rush (1925) e O Circo (1928).
Apesar dos filmes "falados" tornarem-se o modelo dominante logo após serem introduzidos em 1927, Chaplin resistiu a fazer um filme assim durante toda a década de 1930. Ele considerava o cinema uma arte essencialmente pantomímica.
Ele disse:
"A ação é geralmente mais entendida do que palavras. Assim como o simbolismo chinês, isto vai significar coisas diferentes de acordo com a sua conotação cênica. Ouça uma descrição de algum objeto estranho — um javali-africano, por exemplo; depois olhe para uma foto do animal e veja como você fica surpreso".

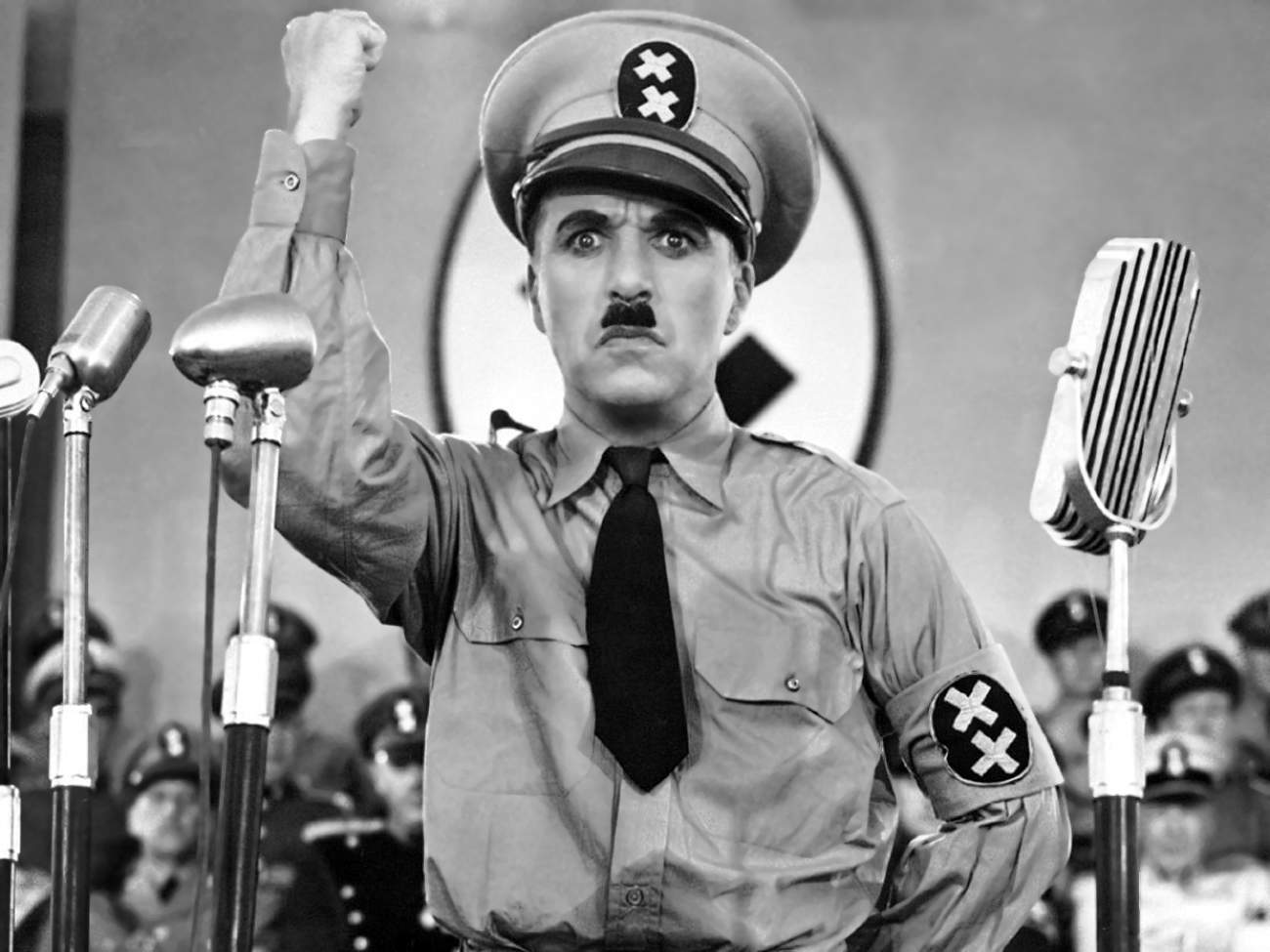
Chaplin interpretando Adenoid Hynkel em O Grande Ditador (1940), numa cena em que satiriza o estilo de oratória de Adolf Hitler

Durante o avanço dos filmes sonoros, Chaplin produziu Luzes da Cidade (1931) e Tempos Modernos (1936) antes de se converter ao cinema "falado". Esses filmes foram essencialmente mudos, porém possuíam música sincronizada e efeitos sonoros. Indiscutivelmente, Luzes da Cidade contém o mais perfeito equilíbrio entre comédia e sentimentalismo. Em relação à última cena, o crítico James Agee escreveu na revista Life em 1949 que foi a "melhor atuação já registrada em celulóide". Apesar de Tempos Modernos ser um filme mudo, ele contém falas — geralmente provenientes de objetos inanimados, como rádios ou monitores de televisão. Isto foi feito para ajudar o público da década de 1930, que já estava fora do hábito de assistir a filmes mudos. Além disso, Tempos Modernos foi o primeiro filme em que a voz de Chaplin é ouvida (na cena do restaurante, em que ele improvisa uma letra sem sentido, com sotaque "italiano/francês", arrancando risos dos ouvintes, como se todos compreendessem o significado). No entanto, para a maioria dos espectadores, este ainda é considerado um filme mudo — e o fim de uma era.

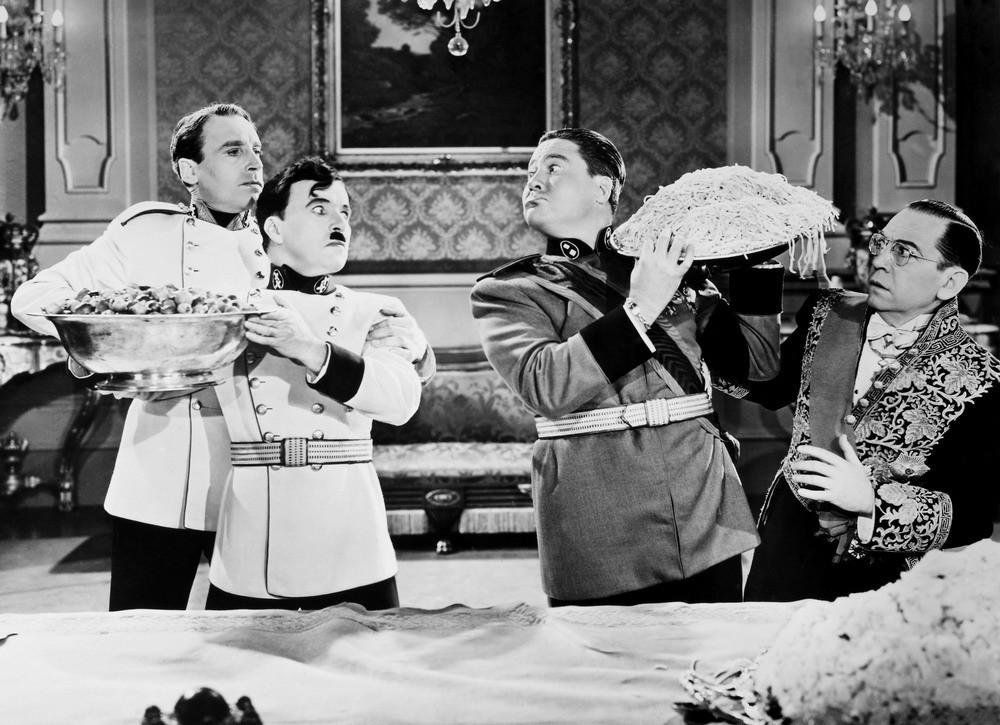
Charles Chaplin e Jack Oakie em O Grande Ditador (1940)

O primeiro filme falado de Chaplin, O Grande Ditador (1940), foi um ato de rebeldia contra o ditador alemão Adolf Hitler e o nazismo, e foi lançado nos Estados Unidos um ano antes do país abandonar sua política de neutralidade e entrar na Segunda Guerra Mundial. Chaplin interpretou o papel de Adenoid Hynkel, ditador da "Tomânia", claramente baseado em Hitler e, atuando em um papel duplo, também interpretou um barbeiro judeu perseguido frequentemente por nazistas, o qual é fisicamente semelhante ao Vagabundo. O filme também contou com a participação do comediante Jack Oakie no papel de Benzino Napaloni, ditador da "Bactéria", uma sátira do ditador italiano Benito Mussolini e do fascismo; e de Paulette Goddard, no papel de uma mulher no gueto. O filme foi visto como um ato de coragem no ambiente político da época, tanto pela sua ridicularização do nazismo quanto pela representação de personagens judeus ostensivos e de sua perseguição. Adicionalmente, O Grande Ditador foi indicado ao Oscar de Melhor Filme, Melhor Ator (Chaplin), Melhor Ator Coadjuvante (Oakie), Melhor Trilha Sonora (Meredith Willson) e Melhor Roteiro Original (Chaplin).

### Técnicas de filmagem
Chaplin nunca explicou detalhadamente seus métodos de filmagem, alegando que tal coisa seria o mesmo que um mágico revelar seus truques. Na verdade, antes dele produzir filmes falados, começando com O Grande Ditador em 1940, Chaplin nunca começou a filmar a partir de um roteiro completo. O método que ele desenvolveu, visto que seu contrato com o Essanay Studios deu-lhe a liberdade de roteirizar e dirigir seus filmes, foi a partir de uma vaga premissa — por exemplo, "Carlitos entra em um spa" ou "Carlitos trabalha em uma loja de penhores". Chaplin tinha cenários já construídos e trabalhava com seu elenco estático para improvisar piadas em torno das premissas, quase sempre pondo as ideias em prática na hora das filmagens. Enquanto algumas ideias eram aceitas e outras rejeitadas, uma estrutura narrativa começava a emergir, muitas vezes exigindo que Chaplin refilmasse uma cena já concluída que poderia ir contra o enredo.

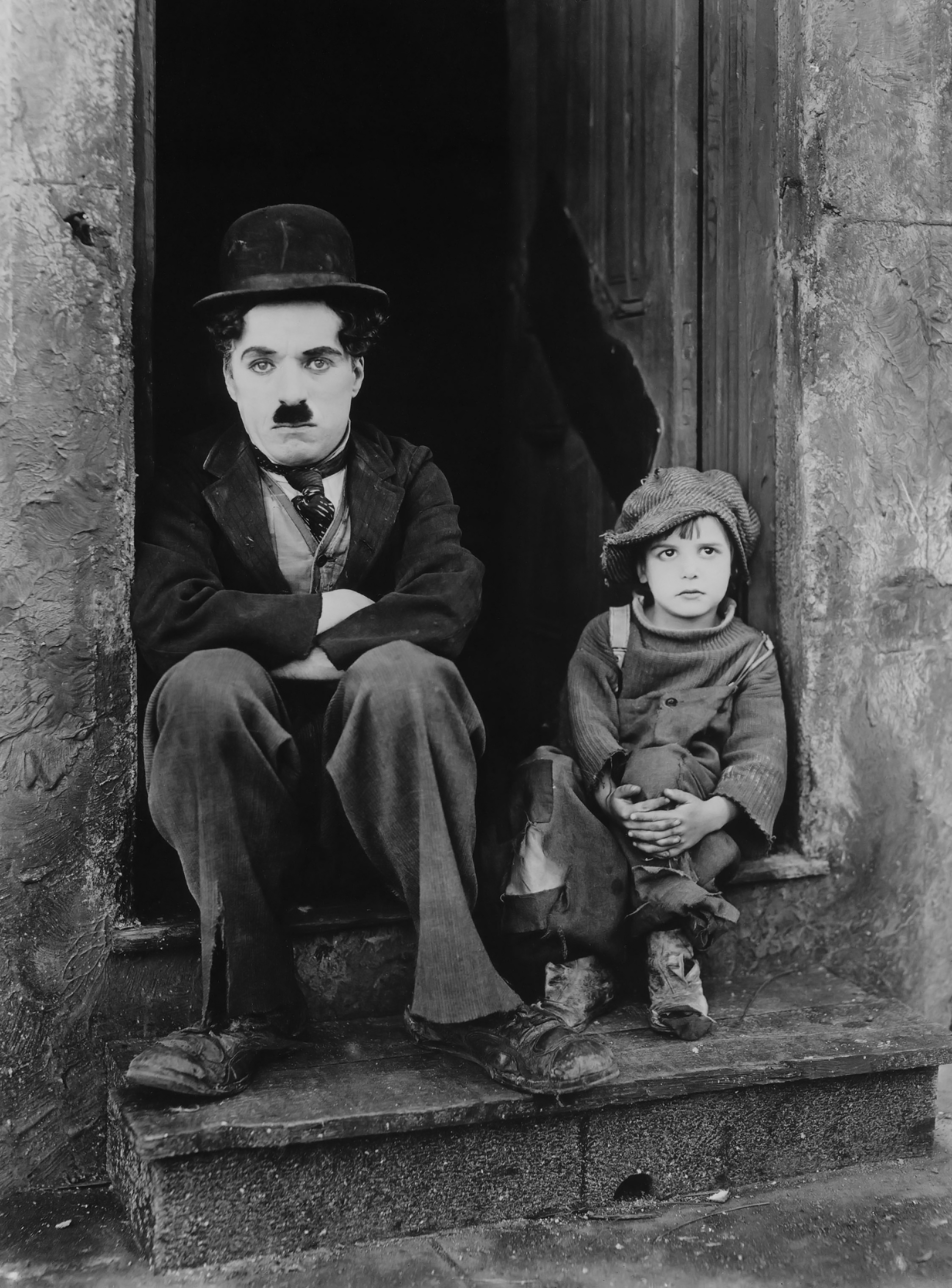
Charles Chaplin e Jackie Coogan, em O Garoto (1921)

Esta é uma razão pela qual Chaplin levou muito mais tempo para concluir seus filmes do que outros diretores de sua época. Além disso, Chaplin era um diretor extremamente exigente, mostrando a seus atores exatamente como eles deveriam atuar e filmando dezenas de tomadas até conseguir a cena que ele queria. O animador Chuck Jones, que morava perto do estúdio de Chaplin quando era garoto, lembra de seu pai dizendo que viu Chaplin filmar uma cena mais de cem vezes até ficar satisfeito. Esta combinação de improvisação do enredo e perfeccionismo — que resultou em vários dias de esforço e milhares de metros de filme desperdiçados, tudo a um enorme custo — quase sempre revelou-se muito oneroso para Chaplin, que muitas vezes descarregava sua raiva e frustração em seus atores e sua equipe, mantendo-os esperando parados durante horas ou, em casos extremos, cancelando completamente a produção. As técnicas de Chaplin foram descobertas somente após sua morte, quando as raras tomadas de pré-produção e cenas cortadas de seus filmes foram cuidadosamente analisadas no documentário britânico Unknown Chaplin, de 1983.

### Versatilidade
Chaplin ficou conhecido por sua versatilidade nas artes, sendo que em Luzes da Ribalta, foi diretor, produtor, financiador, roteirista, músico, cinematógrafo, regente de orquestra e ator.
Alguns temas musicais de seus filmes como os de O Garoto, Luzes da Cidade, Tempos Modernos e Luzes da Ribalta são inesquecíveis. Ele era ator, músico, cineasta, produtor, empresário, escritor, poeta, dançarino, coreógrafo, comediante, mímico e regente de orquestra.

### Contestar ou negar
Durante toda a carreira de Chaplin, alguns níveis de controvérsia existiram a respeito de sua suposta ascendência judaica. Propagandas nazistas das décadas de 1930 e 1940 retratavam-no como judeu (chamado-o de "Karl Tonstein" ou "Israel Thonstein"), com base em artigos publicados pela imprensa dos Estados Unidos, e as investigações do FBI no final da década de 1940 também se concentraram nas origens étnicas de Chaplin. Não há documentos que comprovam a ascendência judaica de Chaplin. Durante sua vida pública, ele recusou-se ferozmente em contestar ou negar as afirmações de que ele era judeu, dizendo que sempre iria "jogar diretamente nas mãos dos antissemitas". Embora Chaplin tenha sido batizado na Igreja da Inglaterra, creditou-se durante a maior parte de sua vida como um agnóstico.

### Mulheres
O fato de Chaplin sentir atração por mulheres mais jovens continua a ser outra fonte de interesse para alguns. Seus biógrafos atribuem isto a uma paixão adolescente com Hetty Kelly, que conhecera no Reino Unido durante suas apresentações no music hall, e que possivelmente definiu o seu ideal feminino. Chaplin gostava de descobrir jovens atrizes e orientá-las de perto; com exceção de Mildred Harris, todos os seus casamentos e a maioria dos seus principais relacionamentos amorosos começaram desta maneira.

### Era McCarthy

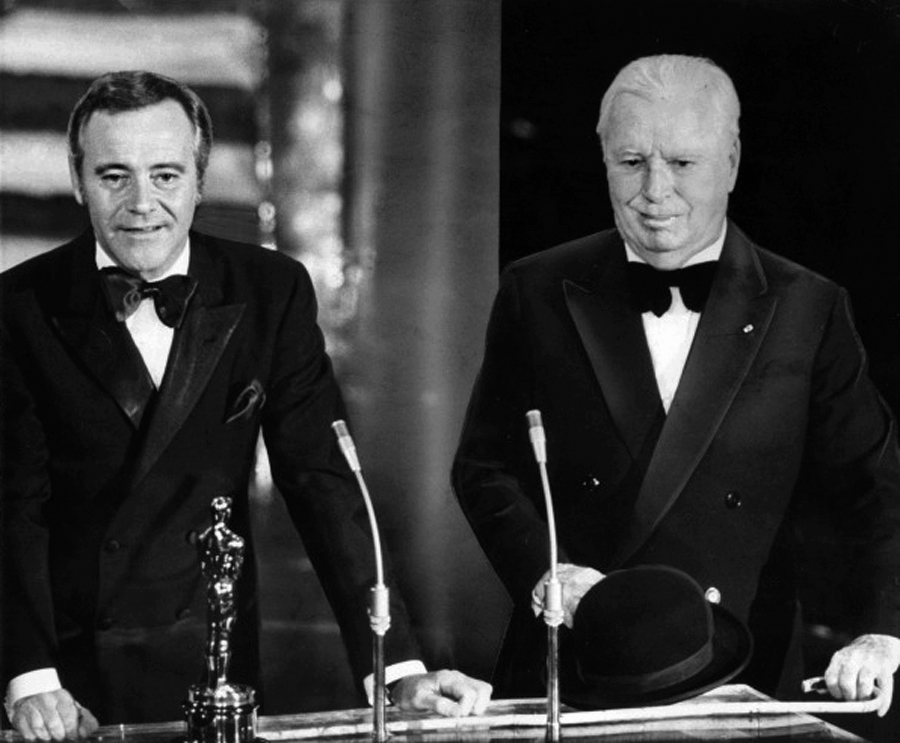
Charlie Chaplin (a direita) recebendo o Óscar do filme Luzes da Ribalta (1952) de Jack Lemmon (esquerda) em 1972

O posicionamento político de Chaplin é controverso, alguns dizem que ele era secretamente um anarquista. Durante a era de macarthismo, Chaplin foi acusado de "atividades antiamericanas" como um suposto comunista, e J. Edgar Hoover, que instruíra o FBI a manter extensos arquivos secretos sobre ele, tentou acabar com sua residência nos Estados Unidos. 
A pressão do FBI sobre Chaplin cresceu após sua campanha para uma segunda frente europeia na Segunda Guerra Mundial em 1942, e alcançou um nível crítico no final da década de 1940, quando ele lançou o filme de humor negro Monsieur Verdoux (1947), considerado uma crítica ao capitalismo. O filme foi mal-recebido e boicotado em várias cidades dos Estados Unidos, obtendo, no entanto, um êxito maior na Europa, especialmente na França. Naquela época, o Congresso ameaçou chamá-lo para um interrogatório público. Isso nunca foi feito, provavelmente devido à possibilidade de Chaplin satirizar os investigadores. Por seu posicionamento político, Chaplin foi incluído na Lista Negra de Hollywood.
Em 1952, Chaplin deixou os Estados Unidos para o que originalmente pretendia ser uma breve viagem ao Reino Unido para a estreia do filme Luzes da Ribalta em Londres. Hoover soube da viagem e negociou com o Serviço de Imigração para revogar o visto de Chaplin, exilando-o do país. Chaplin decidiu não voltar a entrar nos Estados Unidos, escrevendo:
"(…) Desde o fim da última guerra mundial, eu tenho sido alvo de mentiras e propagandas por poderosos grupos reacionários que, por sua influência e com a ajuda da imprensa marrom, criaram um ambiente doentio no qual indivíduos de mente liberal possam ser apontados e perseguidos. Nestas condições, acho que é praticamente impossível continuar meu trabalho do ramo do cinema e, portanto, me desfiz de minha residência nos Estados Unidos".
Chaplin decidiu então permanecer na Europa, escolhendo morar em Vevey, Suíça.

### Últimos trabalhos

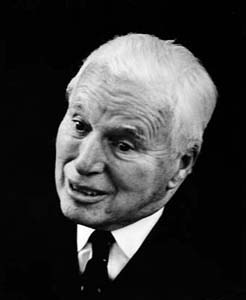
Chaplin em 1965

Os últimos dois filmes de Chaplin foram produzidos em Londres: A King in New York (1957) no qual ele atuou, escreveu, dirigiu e produziu; e A Countess from Hong Kong (1967), que ele dirigiu, produziu e escreveu. O último filme foi estrelado por Sophia Loren e Marlon Brando, e Chaplin fez uma pequena ponta no papel de mordomo, sendo está a sua última aparição nas telas. Ele também compôs a trilha sonora de ambos os filmes, assim como a canção-tema de A Countess from Hong Kong, "This is My Song", cantada por Petula Clark, chegando a ser a canção mais popular do Reino Unido na época do lançamento do filme. Chaplin também produziu The Chaplin Revue, uma compilação de três filmes feitos durante seu período de parceria com a First National: A Dog's Life (1918), Shoulder Arms (1918) e The Pilgrim (1923), para os quais ele compôs a trilha sonora e gravou uma narração introdutória. Adicionalmente, Chaplin escreveu sua autobiografia entre 1959 e 1963, intitulada Minha Vida, sendo publicada em 1964. Chaplin planejara um filme intitulado The Freak, que seria estrelado por sua filha, Victoria, no papel de um anjo. Segundo Chaplin, ele havia concluído o roteiro em 1969 e foram feitos alguns ensaios de pré-produção, mas foram interrompidos quando Victoria se casou. Além disso, sua saúde declinou constantemente na década de 1970, prejudicando todas as esperanças do filme ser produzido.
De 1969 até 1976, juntamente com James Eric, Chaplin compôs músicas originais para seus filmes mudos e depois os relançou. Compôs a música de seus outros curtas-metragens da First National: The Idle Class em 1971, Pay Day em 1972, A Day's Pleasure em 1973, Sunnyside em 1974, e dos longas-metragens The Circus em 1969 e The Kid em 1971. O último trabalho de Chaplin foi a trilha sonora para o filme A Woman of Paris (1923), concluída em 1976, época em que Chaplin estava extremamente frágil, encontrando até mesmo dificuldades de comunicação.

### Morte

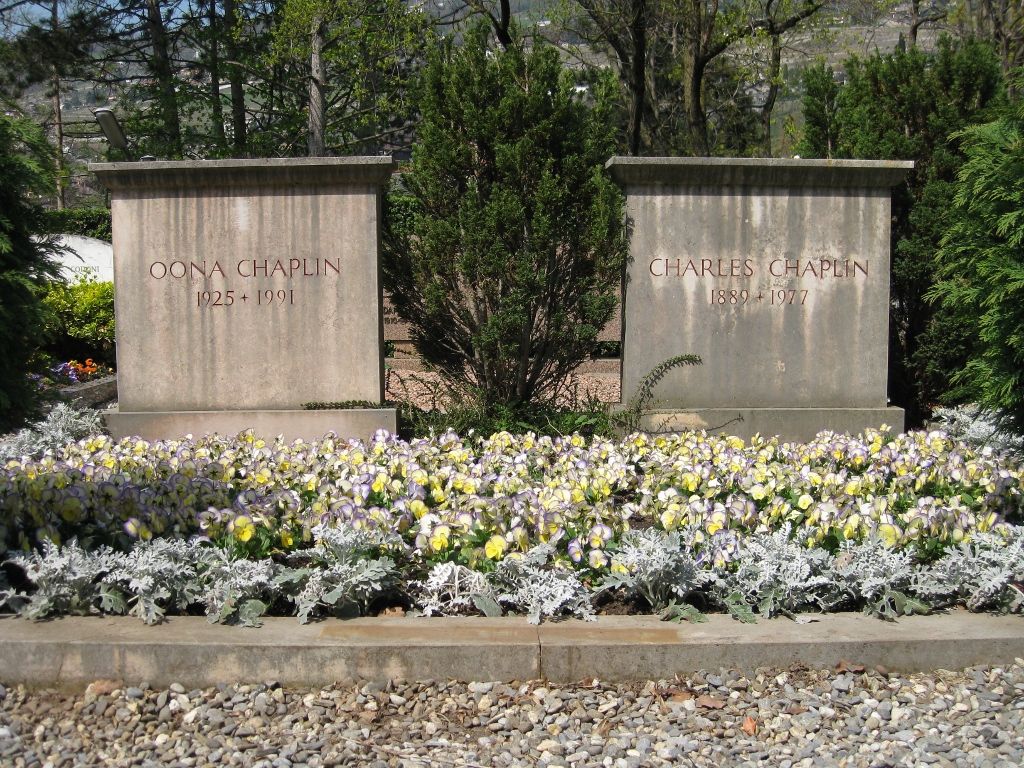
Túmulos de Chaplin (à direita) e Oona O'Neill, no Cemitério de Coursier-Sur-Vevey, em Vaud, Suíça

A saúde de Chaplin começou a declinar lentamente no final da década de 1960, após a conclusão do filme A Countess from Hong Kong, e mais rapidamente após receber seu Oscar Honorário em 1972. Por volta de 1977, já tinha dificuldade para falar, e começou a usar uma cadeira de rodas. Chaplin morreu dormindo aos 88 anos de idade em consequência de um derrame cerebral, no Dia de Natal de 1977 em Corsier-sur-Vevey, Vaud, Suíça, fez-se um pequeno funeral anglicano privativo dois dias depois, como era de seus desejos, e foi enterrado no cemitério comunal.
No dia 1º de março de 1978, seu cadáver foi roubado da sepultura, com caixão e tudo, por dois imigrantes desempregados — o polonês Roman Wardas e o búlgaro Gantcho Ganev — na tentativa de extorquir dinheiro de sua viúva Oona O'Neill. Dois meses depois, uma grande operação policial capturou os dois criminosos, o caixão foi encontrado enterrado num campo em Noville, um vilarejo próximo, perto do Lago Léman, e novamente enterrado em Corsier-sur-Vevey, mas desta vez a família mandou fazer um tampão de concreto de 6 pés (1,80 metro) de espessura protegendo o caixão do cineasta, para evitar novos problemas. No mesmo cemitério, há uma estátua de Chaplin em sua homenagem.
Em 1991, sua quarta e última esposa, Oona O'Neill, faleceu e foi sepultada ao lado do cineasta.

## Prêmios

### Prêmios competitivos
Em 1972, Chaplin ganhou o Oscar de Melhor Trilha Sonora pelo filme Luzes da Ribalta, de 1952, que também foi um grande sucesso. O filme foi coestrelado por Claire Bloom e também contou com a participação de Buster Keaton, sendo está a única vez em que os dois grandes comediantes apareceram juntos. Devido às perseguições políticas contra Chaplin, o filme não chegou a ser exibido durante uma única semana em Los Angeles quando foi originalmente lançado. Este critério de nomeação era desconsiderado até 1972.
Chaplin também foi indicado ao Oscar de Melhor Roteiro Original e Melhor Ator em O Grande Ditador em 1940, e novamente por Melhor Roteiro Original em Monsieur Verdoux em 1948. Durante seus anos ativos como cineasta, Chaplin expressava desprezo pelos Oscars; seu filho descreve que ele provocou a ira da Academia ao deixar seu Oscar de 1929 ao lado da porta, para não deixá-la bater. Isto talvez explique porque Luzes da Cidade e Tempos Modernos, considerados por várias enquetes como dois dos melhores filmes de todos os tempos, nunca foram indicados a um único Oscar.

### Prêmios honorários
Na 1.ª Entrega dos Prêmios da Academia em 16 de maio de 1929, os procedimentos de votação da auditoria ainda não tinham sido postos em prática, e as categorias eram ainda muito fluidas. Chaplin havia sido originalmente indicado ao Oscar de Melhor Ator e de Melhor Diretor de um Filme de Comédia pelo seu filme O Circo, mas seu nome foi retirado quando a Academia decidiu dar-lhe um prêmio especial "pela versatilidade e genialidade em atuar, escrever, dirigir e produzir O Circo". O outro filme que recebeu um prêmio especial naquele ano foi The Jazz Singer.
O segundo Oscar Honorário de Chaplin veio quarenta e quatro anos mais tarde, em 1972, e foi pelo "efeito incalculável que ele teve em tornar os filmes a forma de arte deste século". Ele saiu de seu exílio para receber esse prêmio, e recebeu a mais longa ovação em pé da história do Oscar, com uma duração total de doze minutos. Chaplin também aproveitou seu breve e triunfante retorno aos Estados Unidos para discutir como seus filmes seriam relançados e comercializados.
| “ | Agradeço a todos. Este é um momento de muita emoção para mim, e palavras são tão insignificantes, tão inúteis. Posso apenas dizer obrigado pelo convite para estar aqui. Vocês são pessoas adoráveis. | ” |
|   | — Charles Chaplin em seu breve discurso na cerimônia de entrega do Oscar Honorário, 11 de abril de 1972..                                                                                             |   |

## Relacionamentos amorosos e casamentos

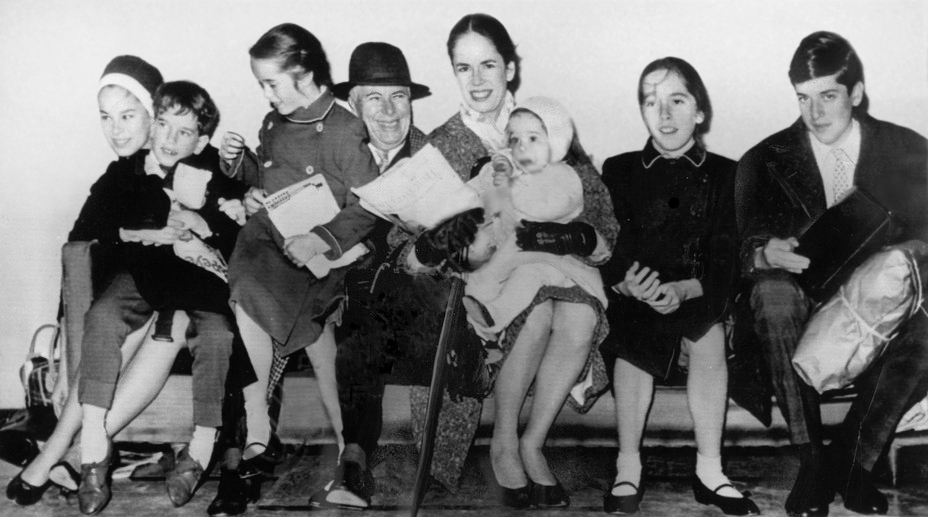
Charles Chaplin junto com sua última esposa, Oona O'Neill e seus seis filhos em 1961

Em 23 de outubro de 1918, Chaplin casou-se aos 28 anos de idade com Mildred Harris, que tinha então 16 anos. Tiveram um filho nascido deformado, que morreu três dias após o nascimento. Divorciaram-se em 1920 por conta de tudo que sofreram pelo filho.
Mais tarde, Chaplin namorou por anos Peggy Hopkins Joyce. O relacionamento que teve com Joyce inspirou Chaplin a fazer o filme Uma mulher de Paris.
Aos 35 e sozinho, apaixonou-se por Lita Grey, que tinha apenas 16 anos, durante as preparações de The Gold Rush. Mesmo ela sendo muito jovem, casaram-se em 26 de Novembro de 1924, no México, quando ela ficou grávida. Tiveram dois filhos, Charles Chaplin Júnior e Sydney. Divorciaram-se em 1926, por causa de brigas. Nessa época a fortuna de Chaplin chegou a incríveis 825 000 dólares.
Passado os anos, Chaplin casou-se secretamente aos 47 anos com Paulette Goddard, de 25 anos, em Junho de 1936. Depois de alguns anos felizes, este casamento também terminou em divórcio, em 1942, devido a problemas conjugais.
Após a separação, Chaplin namorou Joan Barry, atriz de 22 anos. Esta relação durou anos e terminou quando Barry começou a perturbá-lo, pois ele não a quis mais e ela constantemente perseguia-o com ciúmes. Em Maio de 1943, ela informou a Chaplin que estava grávida e exigiu que ele assumisse a paternidade. Ele tinha certeza que não era o pai, pois ela teve outros homens durante a separação. Então, exames comprovaram que Chaplin não era o pai, porém na época, os exames não eram muito válidos e a lei exigia que, por ele ter sido o último parceiro com quem ela apareceu em público, a lei entendia que mesmo ele não sendo o pai biológico, teria que assumir a paternidade, mesmo sem ser no cartório, e ele foi obrigado a custear as despesas da criança e se viu forçado a pagar 75 dólares por semana até que o filho completasse 21 anos.
Tempos depois, conheceu Oona O'Neill, filha do dramaturgo Eugene O'Neill. Se apaixonaram rapidamente e casaram-se em 16 de Junho de 1943. Ele tinha 54 anos enquanto ela somente 18, mas a enorme diferença de idade não influenciou em nada o bom relacionamento. Este casamento foi longo e feliz. Oona, mesmo sendo ainda muito jovem, deu oito filhos a Charlie, o que o deixou em completa felicidade. O amor era tão grande que Charlie ficou com ela até sua morte, e Oona cuidou dele no fim de sua vida.

## Filhos
| Nome                        | Nascimento            | Morte               | Mãe            |
| --------------------------- | --------------------- | ------------------- | -------------- |
| Norman Spencer Chaplin      | 7 de julho de 1919    | 10 de julho de 1919 | Mildred Harris |
| Charles Spencer Chaplin Jr. | 5 de maio de 1925     | 20 de março de 1968 | Lita Grey      |
| Sydney Earle Chaplin        | 31 de março de 1926   | 3 de março de 2009  | Lita Grey      |
| Geraldine Leigh Chaplin     | 1° de agosto de 1944  |                     | Oona O'Neill   |
| Michael John Chaplin        | 7 de março de 1946    |                     | Oona O'Neill   |
| Josephine Hannah Chaplin    | 28 de março de 1949   | 13 de julho de 2023 | Oona O'Neill   |
| Victoria Chaplin            | 19 de maio de 1951    |                     | Oona O'Neill   |
| Eugene Anthony Chaplin      | 23 de agosto de 1953  |                     | Oona O'Neill   |
| Jane Cecil Chaplin          | 23 de maio de 1957    |                     | Oona O'Neill   |
| Annette Emily Chaplin       | 3 de dezembro de 1959 |                     | Oona O'Neill   |
| Christopher James Chaplin   | 6 de julho de 1962    |                     | Oona O'Neill   |

## Cavalaria
Chaplin foi incluído na Lista de Honras do Ano Novo em 1975. No dia 4 de março, com 85 anos, foi nomeado Cavaleiro Comandante do Império Britânico (KBE) pela Rainha Elizabeth II. A honra foi proposta originalmente em 1931, mas não foi realizada devido à controvérsia de Chaplin não ter servido na Primeira Guerra Mundial. O título de cavaleiro foi proposto novamente em 1956, mas foi vetado pelo então governo conservador com receio de prejudicar sua relação com os Estados Unidos no auge da Guerra Fria e na invasão de Suez planejada para aquele ano.

## Religião
Apesar de ser batizado pela Igreja da Inglaterra, Chaplin sempre declarou-se agnóstico. Entretanto, algumas de suas frases e pensamentos citam "Deus", embora pelo conceito hermético, admitem-se as citações como uma metáfora aludindo à potencialidade divina de cada indivíduo — sobretudo por ter declarado publicamente em diversos momentos não seguir alguma religião.

## Comparação com outros comediantes da época
Desde a década de 1960, os filmes de Chaplin têm sido comparados com os de Buster Keaton e Harold Lloyd, os outros dois grandes comediantes do cinema mudo. Os três tinham estilos diferentes: Chaplin tinha uma forte afinidade com sentimentalismo e pathos, Lloyd era conhecido pelo seu "personagem comum" e seu otimismo típico da década de 1920 e Keaton sempre demonstrava estoicismo com um tom cínico. Historicamente, Chaplin foi pioneiro na comédia cinematográfica, e ambos os jovens Keaton e Lloyd inspiraram-se em seu trabalho. Na verdade, os primeiros personagens de Lloyd, "Willie Work" e "Lonesome Luke", eram óbvias imitações de Chaplin, algo que Lloyd reconhecia e se esforçou para afastar. O período de experimentação de Chaplin terminou após sua estadia na Mutual, pouco antes de Keaton ingressar no ramo do cinema.
Comercialmente, Chaplin produziu alguns dos filmes de maior bilheteria da era do cinema mudo; The Gold Rush é o quinto com 4,25 milhões de dólares, e O Circo é o sétimo com 3,8 milhões. No entanto, os filmes de Chaplin juntos arrecadaram aproximadamente 10,5 milhões de dólares, enquanto Harold Lloyd arrecadou 15,7 milhões, visto que Lloyd foi muito mais prolífico, lançando doze longas-metragens na década de 1920, enquanto Chaplin lançou apenas três. Os filmes de Buster Keaton não foram tão bem-sucedidos comercialmente como os de Chaplin ou Lloyd, mesmo no auge de sua popularidade, e só começou a receber elogios da crítica no final das décadas de 1950 e 1960.
Além de uma saudável rivalidade profissional, Chaplin e Keaton pensavam muito um no outro. Keaton afirmou em sua autobiografia que Chaplin foi o maior comediante que já viveu, e o maior diretor de filmes de comédia. Chaplin também admirava Keaton, tanto que o recebeu de braços abertos na United Artists em 1925, aconselhou-o contra sua mudança desastrosa para a Metro-Goldwyn-Mayer em 1928 e, em seu último filme norte-americano, Limelight, escreveu uma parte especialmente para Keaton como seu primeiro parceiro de comédia desde 1915.

## Legado

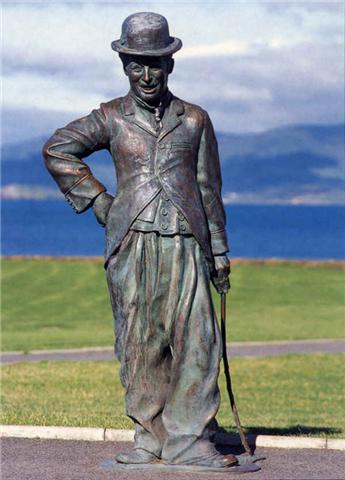
Estátua de bronze em Waterville, Condado de Kerry.

- O Vagabundo é provavelmente o personagem mais imitado em todos os níveis de entretenimento.
- De 1917 a 1918, o ator de cinema mudo Billy West fez mais de 20 filmes imitando meticulosamente O Vagabundo, com maquiagem e figurino.[40]
- No filme indiano Punnagai Mannan, Kamal Haasan inspirou-se em Chaplin para construir o personagem "Chaplin Chellappa".[41]
- Em 1985, Chaplin foi homenageado com sua imagem em um selo postal do Reino Unido, e em 1994 ele apareceu em um selo dos Estados Unidos, desenhado por caricaturista Al Hirschfeld.
- Na década de 1980, a IBM produziu uma série de comerciais com um imitador de Chaplin para divulgação de seus computadores.
- John Woo dirigiu uma paródia do filme The Kid, intitulado Hua ji shi dai (1981), também conhecido como Laughing Times.
- O asteróide 3623 Chaplin, descoberto pela astrônoma soviética Lyudmila Georgievna Karachkina em 1981, foi batizado em homenagem a Chaplin.[42]
- Em 1992, foi feito um filme sobre a vida de Charlie Chaplin, intitulado Chaplin, dirigido por Richard Attenborough e estrelado por Robert Downey Jr. e Geraldine Chaplin, a filha de Chaplin na vida real, interpretando sua própria avó. O filme foi indicado ao Oscar de Melhor Ator (Downey Jr.), Melhor Direção de Arte e Melhor Trilha Sonora.
- Em 2001, o comediante britânico Eddie Izzard interpretou Chaplin no filme The Cat's Meow, de Peter Bogdanovich, que especula sobre o caso ainda não resolvido da morte do produtor cinematográfico Thomas Ince durante uma festa em um iate bancada por William Randolph Hearst, na qual Chaplin era um dos convidados.

## Mídia
- Um trecho do filme mudo The Bond (1918)
- Um trecho do filme mudo The Bond (1918)
- Um trecho do filme mudo The Bond (1918)